# 大塚俊二
大塚俊二（おおつか しゅんじ、1922年2月9日 - ）は日本の大蔵官僚。大臣官房日本専売公社監理官、国税不服審判所次長、大光相互銀行社長、日本専売公社監事、プロミス副社長、同社長、同会長などを務めた。

## 来歴
新潟県出身。1947年4月 高等試験行政科を合格。同年9月 東京商科大学（現一橋大学）商学部卒業。同年12月 大蔵省入省。主税局属。1950年5月 海南税務署長。1955年4月 造幣局東京支局総務課長。1956年2月 造幣局東京支局総務課長兼造幣局東京支局長心得。同年7月 造幣局東京支局総務課長。1963年10月 関東財務局東京証券取引所監理官。1964年7月 東京国税局調査第一部長。1966年8月 国税庁直税部審理課長。1968年6月25日 高松国税局長。1969年5月8日 広島国税局長。1970年9月2日 大臣官房日本専売公社監理官。1971年6月18日 国税不服審判所次長。1973年6月25日 退官。同年9月：海外石油開発取締役。1974年10月 サハリン石油開発協力取締役。1975年10月 サハリン石油開発協力常務（〜1975年11月）。同年12月 大光相互銀行専務。1978年11月 大光相互銀行取締役社長。1979年6月 大光相互銀行顧問。1980年6月 日本専売公社監事。1983年6月 プロミス代表取締役副社長。1984年12月 プロミス代表取締役社長。1989年6月 プロミス代表取締役会長。1992年4月 勲三等受章。

## 略歴
- 1947年12月：大蔵省入省。主税局属[1]。
- 1948年7月：主税局税関調査課。
- 1949年6月：関東信越国税局。
- 1949年10月：関東信越国税局調査査察部国税調査官。
- 1950年5月：海南税務署長。
- 1952年3月：管財局外国財産補償課長補佐。
- 1955年4月：造幣局東京支局総務課長。
- 1956年2月：造幣局東京支局総務課長 兼 造幣局東京支局長心得。
- 1956年7月：造幣局東京支局総務課長。
- 1956年10月：札幌国税局直税部長 兼 札幌国税局調査査察部長。
- 1957年7月：札幌国税局直税部長。
- 1959年7月：国税庁直税部法人税課長補佐。
- 1962年5月：水資源開発公団参事 兼 経理部資金課長。
- 1963年10月：関東財務局東京証券取引所監理官。
- 1964年7月：東京国税局調査第一部長。
- 1966年8月：国税庁直税部審理課長。
- 1968年6月25日：高松国税局長。
- 1969年5月8日：広島国税局長。
- 1970年9月2日：大臣官房日本専売公社監理官。
- 1971年6月18日：国税不服審判所次長。
- 1973年6月25日：退官。
- 1973年9月：海外石油開発取締役
- 1974年10月：サハリン石油開発協力取締役。
- 1975年10月：サハリン石油開発協力常務（〜1975年11月）。
- 1975年12月：大光相互銀行専務。
- 1978年11月：大光相互銀行取締役社長。
- 1979年6月：大光相互銀行顧問。
- 1980年6月：日本専売公社監事。
- 1983年6月：プロミス代表取締役副社長。
- 1984年12月：プロミス代表取締役社長。
- 1989年6月：プロミス代表取締役会長。
- 1992年4月：勲三等受章。